# Ejército finlandés
El Ejército finlandés (en finés: Suomen maavoimat) es la rama terrestre de las Fuerzas Armadas de Finlandia. Se divide en diferentes armas que son infantería, artillería de campaña, defensa antiaérea, pioneros, señales y mantenimiento. El ejército fue fundado en 1918, junto con el de aire y la armada. El actual comandante es el teniente general Raimo Jyväsjärvi.

## Historia

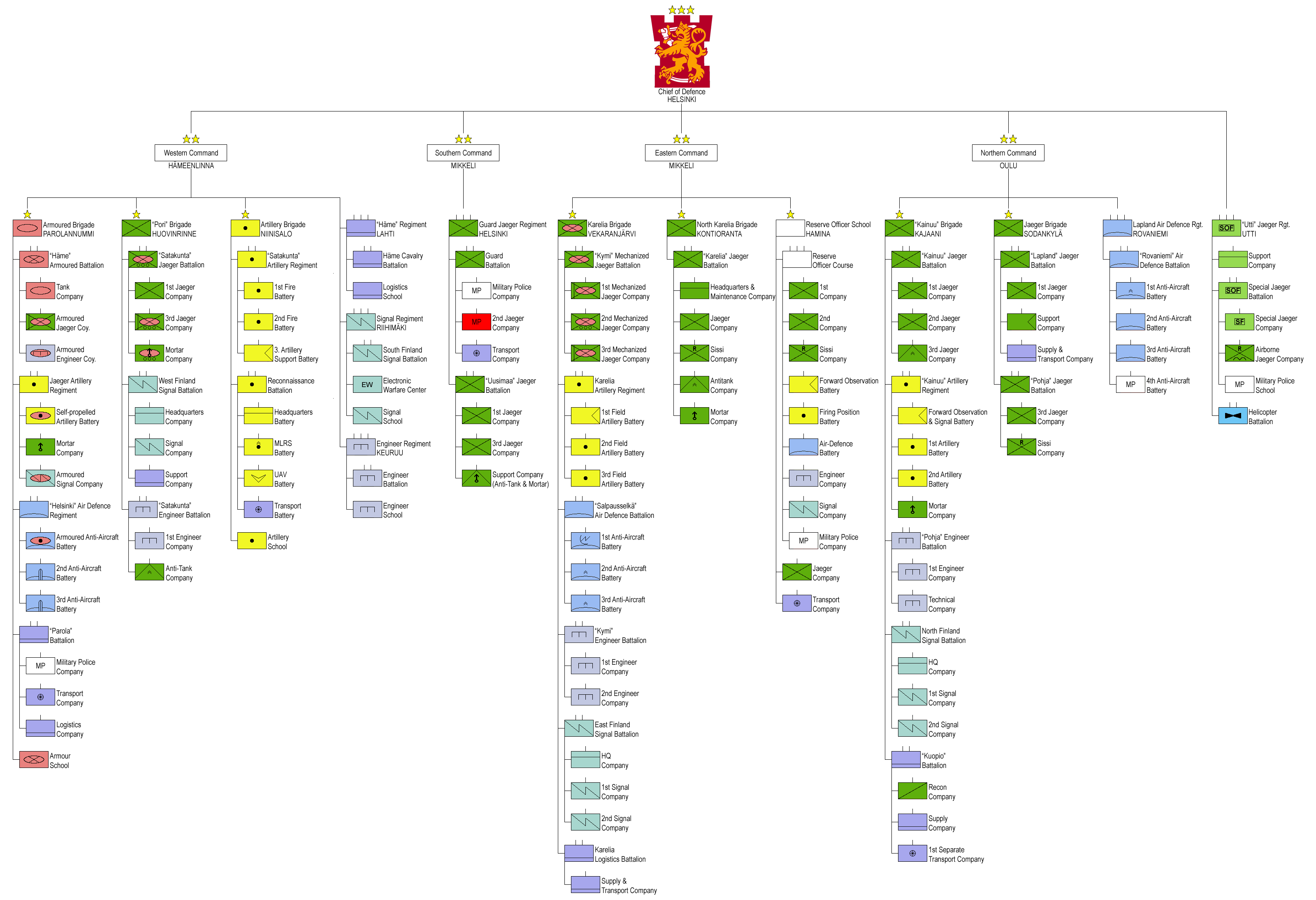
Organización del Ejército finlandés en tiempo de paz. (en inglés)

### Guerra civil finlandesa
El ejército de Finlandia se formó poco después de la independencia de Finlandia del Imperio Ruso. Durante la guerra civil finlandesa, los independentistas fueron apoyados por los ejércitos anticomunistas y los alemanes en el contexto de la Primera Guerra Mundial, mientras las fuerzas rusas estaban compuestas en su gran mayoría por soldados comunistas comandados por Trostky y Lenin. Al final los independentistas lograron mantener la independencia de Rusia y transformarse en una monarquía pero luego se creó la República de Finlandia.

### Guerra de Invierno
El ejército finlandés consistió en 9 divisiones de campo, cuatro brigadas y un número indeterminado de pequeños batallones y compañías en el comienzo de la Guerra de Invierno de 1939. En este enfrentamiento, el Ejército resistió a las tropas soviéticas infligiendo fuertes bajas a los rusos, los cuales sin embargo siguieron enviando soldados a la frontera con la esperanza de tomar Finlandia alguna vez más. Esta vez se quedaron sin apoyo alemán debido a que en ese momento Hitler intentaba hacerse aliado de la Unión Soviética. La guerra terminó en 1940 con El Tratado de Paz de Moscú

### Guerra de Continuación
En 1941, Hitler empieza a buscar aliados para invadir la Unión Soviética, y le ofrece a Finlandia la oportunidad de ampliar su territorio y crear una frontera más segura. Finlandia se arma con material alemán y cuando las tropas alemanas logran grandes victorias en Europa del Este, los finlandeses cruzan frontera y se acercan a Leningrado, actual San Petersburgo, y esperan a los alemanes para tomar la fuertmente fortificada ciudad. A pesar de las iniciales victorias, la Alemania Nazi empieza a perder el control de la guerra y luego de perder la Batalla de Leningrado, Finlandia se retira de la guerra el 19 de septiembre de 1944, firmando la paz con la Unión Soviética, y comprometiéndose a retirar a todo personal alemán de Finlandia.

### Guerra de Laponia
Siguiendo las condiciones del pacto con la URSS, Finlandia expulsa a los alemanes de Finlandia sufriendo mínimas bajas. Finalmente, Finlandia declara neutralidad en la guerra.

## Equipamiento actual

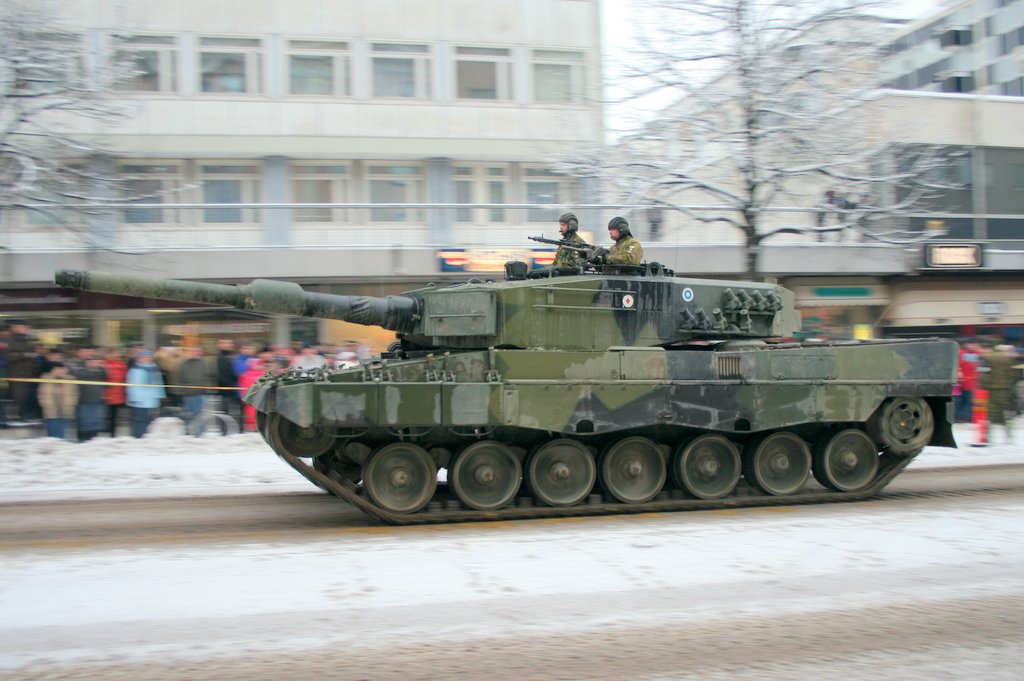
Tanque Leopard 2A4 finlandés en la parada del Día de la Independencia.

- 239 MBT (de los cuales 100 son Leopard 2A4 y 2A6)[4]
- 392 IFV (de los cuales más de 100 blindados cv90)[4]
- 110 vehículos de combate de infantería BMP-2[5]
- 270 APC (de oruga)
- 424 APC (con ruedas)
- 279 (morteros)[5]
- 684 piezas de artillería (remolcada)
- 90 piezas de artillería (autopropulsada) (entre ellas 39 k9 thunder)
- 58 MLRS (entre ellos 29 M270 sobre orugas)
- 30 Helicópteros
- 20 helicópteros medios NH90 TTH[5]
- 7 helicópteros ligeros Hughes OH-6 Cayuse[5]
- 11 UAV ADS-95 Ranger[5]
- Sistema de arma antitanque APILAS.